# Contea di Preble
La contea di Preble ( in inglese Preble County ) è una contea dello Stato dell'Ohio, negli Stati Uniti. La popolazione al censimento del 2000 era di 42 337 abitanti. Il capoluogo di contea è Eaton.